# Óscar Hernández Niño
Óscar Javier Hernández Niño (Caracas, Venezuela; 24 de febrero de 1993) es un futbolista venezolano que juega como centrocampista en el deportivo Táchira de la Primera División de Venezuela .

## Trayectoria
Hernández fichó por las Águilas Doradas Rionegro de la Categoría Primera A de Colombia en enero de 2020.
En julio de 2021, Hernández sufrió una grave lesión que lo dejó fuera el resto de la temporada.

## Estadísticas
Actualizado al último partido disputado el 18 de junio de 2023.
| Club                            | Div.          | Temporada     | Liga  | Liga  | Copas nacionales | Copas nacionales | Copas internacionales | Copas internacionales | Total | Total |
| Club                            | Div.          | Temporada     | Part. | Goles | Part.            | Goles            | Part.                 | Goles                 | Part. | Goles |
| ------------------------------- | ------------- | ------------- | ----- | ----- | ---------------- | ---------------- | --------------------- | --------------------- | ----- | ----- |
| Deportivo La Guaira · Venezuela | 1.ª           | 2013-14       | 5     | 0     | 0                | 0                | 1                     | 0                     | 6     | 0     |
| Deportivo La Guaira · Venezuela | 1.ª           | 2015          | 10    | 1     | 5                | 0                | 2                     | 0                     | 17    | 1     |
| Deportivo La Guaira · Venezuela | 1.ª           | 2016          | 12    | 1     | 0                | 0                | 0                     | 0                     | 12    | 1     |
| Deportivo La Guaira · Venezuela | Total club    | Total club    | 27    | 2     | 5                | 0                | 3                     | 0                     | 35    | 2     |
| Zulia FC · Venezuela            | 1.ª           | 2014-15       | 27    | 1     | 0                | 0                | —                     | —                     | 27    | 1     |
| Zulia FC · Venezuela            | Total club    | Total club    | 27    | 1     | 0                | 0                | 0                     | 0                     | 27    | 1     |
| Zamora FC · Venezuela           | 1.ª           | 2016          | 17    | 1     | 1                | 1                | 2                     | 0                     | 20    | 2     |
| Zamora FC · Venezuela           | 1.ª           | 2017          | 32    | 1     | 5                | 1                | 4                     | 0                     | 41    | 2     |
| Zamora FC · Venezuela           | 1.ª           | 2018          | 36    | 4     | 6                | 0                | 2                     | 0                     | 44    | 4     |
| Zamora FC · Venezuela           | 1.ª           | 2019          | 30    | 3     | 8                | 1                | 5                     | 0                     | 43    | 4     |
| Zamora FC · Venezuela           | Total club    | Total club    | 115   | 9     | 20               | 3                | 13                    | 0                     | 148   | 12    |
| Águilas Doradas · Colombia      | 1.ª           | 2020          | 23    | 0     | 2                | 0                | —                     | —                     | 25    | 0     |
| Águilas Doradas · Colombia      | 1.ª           | 2021          | 16    | 1     | 0                | 0                | —                     | —                     | 16    | 1     |
| Águilas Doradas · Colombia      | 1.ª           | 2022          | 6     | 0     | 0                | 0                | —                     | —                     | 6     | 0     |
| Águilas Doradas · Colombia      | 1.ª           | 2023          | 14    | 0     | 0                | 0                | 0                     | 0                     | 14    | 0     |
| Águilas Doradas · Colombia      | Total club    | Total club    | 59    | 1     | 2                | 0                | 0                     | 0                     | 61    | 1     |
| Total carrera                   | Total carrera | Total carrera | 228   | 13    | 27               | 3                | 16                    | 0                     | 271   | 16    |

## Palmarés

### Títulos nacionales
| Título                        | Club                | País      | Año  |
| ----------------------------- | ------------------- | --------- | ---- |
| Copa Venezuela                | Deportivo La Guaira | Venezuela | 2016 |
| Primera División de Venezuela | Zamora FC           | Venezuela | 2016 |
| Primera División de Venezuela | Zamora FC           | Venezuela | 2018 |